# Köln (F-211)
Il Köln (pennant number F-211 e secondo la designazione NATO: FGS Köln) è stata una fregata missilistica di classe Bremen, quinta nave della Deutsche Marine a prendere il nome dalla città di Colonia.
Il contratto di costruzione venne assegnato alla Blohm+Voss di Amburgo e l'impostazione della chiglia avvenne il 16 giugno 1980. Il 29 maggio 1981 avvenne il varo ed entrò in servizio il 19 ottobre 1984 sotto l'allora fregattenkapitän Klaus Kinast al comando. È stata radiata il 31 luglio 2012, risultando la prima della sua classe ad essere mandata in pensione, dopo quasi 28 anni di servizio attivo.

## Storia
Dopo essere stato sottoposto a prove in mare, il Köln entrò in servizio il 19 ottobre 1984, assegnato alla base navale di Wilhelmshaven come parte del 4. Fregattengeschwader, un componente dell'Einsatzflottille 2.
All'inizio di luglio 1988 il Köln prese parte, insieme ad un gruppo di flotte della NATO, al largo delle coste scozzesi alla ricerca e al salvataggio delle vittime della piattaforma petrolifera Piper Alpha, distrutta da un grave incendio.
Dal gennaio al marzo 1991 il Köln assunse il ruolo di nave ammiraglia dell'unità navale tedesca inviata nel Mediterraneo come rinforzo durante la prima guerra del Golfo.
Da gennaio ad aprile 1994, il Köln fu l'ammiraglia del Task Group 500.02, operante al largo delle coste della Somalia, come parte dell'operazione Southern Cross.
Il 7 settembre 2000 si unì allo STANAVFORMED nel Mediterraneo, insieme alla USS Caron, HMS York, Luigi Durand de la Penne, HNLMS Van Amstel, Spetsai, TCG Trakya e Numancia. Lo squadrone effettuò visite in vari porti della Tunisia e di diversi stati membri della NATO. Vennero anche fatti piani per visitare Haifa, transitando successivamente nel canale di Suez per entrare nel Mar Rosso, ma la violenza nella regione causò l'annullamento di questi piani. Il 17 dicembre 2000 la fregata missilistica di classe Bremen ritornò a Wilhelmshaven, dopo aver percorso 18.734,5 miglia nautiche.
Il 2 gennaio 2002 il Köln salpò da Wilhelmshaven per unirsi alla forza a sostegno dell'operazione Enduring Freedom. La nave e il suo equipaggio trascorsero sei mesi e mezzo in missione, prima di tornare a Wilhelmshaven nella metà di luglio. Il Köln venne nuovamente schierato a sostegno dell'operazione Enduring Freedom, operando al largo del Corno d'Africa e della penisola arabica da aprile a ottobre 2007, succedendo alla nave gemella Bremen come parte della Combined Task Force 150.
Il 30 agosto 2010 il Köln prese parte all'operazione Atalanta, la missione antipirateria dell'UE al largo del Corno d'Africa, sostituendo la fregata Schleswig-Holstein, e tornando successivamente a Wilhelmshaven il 10 dicembre dello stesso anno.

### Ultimi anni e destino finale
Il Köln intraprese il suo dispiegamento finale il 29 agosto 2011, unendosi ancora all'operazione Atalanta e tornando a Wilhelmshaven il 9 dicembre 2011.
Il Köln venne rimosso dal servizio attivo il 1º febbraio 2012 e all'inizio di maggio dello stesso anno fu rimorchiata alla base navale di Wilhelmshaven per prepararsi allo smantellamento, venendo poi ufficialmente dismesso il 31 luglio 2012. Dopo un periodo di disarmo, il 24 agosto 2015 la nave venne messa in vendita per la demolizione. Il 10 ottobre 2016 il Köln venne rimorchiato a Kampen, Overijssel, nei Paesi Bassi, per essere demolito.

## Comandanti
Lista di comandanti del FGS Köln e relativa data di assunzione del comando:
1. Fregattenkapitän Klaus Kinast: 19 ottobre 1984;[2]
2. Fregattenkapitän Hans-Christian Rips: 25 settembre 1987;
3. Korvettenkapitän/Fregattenkapitän Hellwig Springborn: 22 febbraio 1990;
4. Fregattenkapitän Hans-Joachim Rutz: 30 agosto 1993;
5. Fregattenkapitän Thomas Miller: 30 marzo 1995;
6. Fregattenkapitän Dirk Geister: 31 marzo 1996;
7. Fregattenkapitän Maximilian Stein: 31 marzo 1999;
8. Fregattenkapitän Thomas Schütze: 27 settembre 2001;
9. Fregattenkapitän Michael Hödt: 14 dicembre 2004;
10. Fregattenkapitän Uwe Maaß: 1 dicembre 2006;
11. Fregattenkapitän Christopher Karow: 18 giugno 2009;
12. Fregattenkapitän Kurt Leonards: 13 novembre 2011.